# Perlongipalpus saaristoi
Perlongipalpus saaristoi là một loài nhện trong họ Linyphiidae.
Loài này thuộc chi Perlongipalpus. Perlongipalpus saaristoi được Yuri M. Marusik & Koponen miêu tả năm 2008.